# Banca d'Estonia
La Banca d'Estonia (in estone: Eesti Pank), è la banca centrale dell'Estonia, Stato membro dell'Unione europea. Fondata il 24 febbraio 1919, ha sede nella capitale del paese, Tallinn, e fa parte del Sistema europeo delle banche centrali.
La banca emetteva la kroon (EEK), valuta nazionale estone prima del passaggio all'euro, avvenuto il 1º gennaio 2011. Fa capo al Sistema europeo delle banche centrali e fa parte dell'Eurosistema. Le riserve della banca ammontano a circa 236 milioni di euro, (pari a 3 697 milioni di vecchie krooni) .
L'attuale presidente della banca (dal 7 giugno 2012) è Ardo Hansson.